# 2118 Flagstaff
2118 Flagstaff је астероид главног астероидног појаса са средњом удаљеношћу од Сунца која износи 2,546 астрономских јединица (АЈ).
Апсолутна магнитуда астероида је 12,0.